# Baronetti Wheate
Il titolo di baronetto Wheate di Glympton, nella contea di Oxford, era un titolo di baronetto d'Inghilterra.
Venne creato il 2 maggio 1696 per Thomas Wheate, membro del Parlamento per Woodstock. Anche il secondo Baronetto rappresentava questa circoscrizione elettorale in Parlamento. Il titolo si estinse alla morte del sesto baronetto nel 1816.

La sede della famiglia era Glympton Park, Glympton, Oxfordshire.

Stemma dei baronetti Wheate di Glympton

## Baronetti Wheate di Glympton (1696–1816)
- Sir Thomas Wheate, I baronetto (1667–1721)
- Sir Thomas Wheate, II baronetto (1693-1746)
- Sir George Wheate, III baronetto (1700 –1751)
- Sir George Wheate, IV baronetto (morto nel 1760)
- Sir Jacob Wheate, V baronetto (morto nel 1783)
- Sir John Thomas Wheate, VI baronetto (1749–1816)